# Carlo Frigerio (pittore)
Carlo Frigerio (Brescia, 5 aprile 1763 – Brescia, 23 dicembre 1800) è stato un pittore italiano.

## Biografia
Carlo Frigerio è stato un pittore italiano, allievo di Sante Cattaneo, attivo principalmente a Brescia durante il periodo neo-classico.
Con Santo Cattaneo e altri artisti il ha contribuito alla decorazione e agli affreschi della residenza Cigola-Fenaroli, situata tra la Via Carlo Cattaneo e la Piazza Tebaldo Brusato a Brescia, costruita nei secoli XVI e XVII dai conti di Cigola Muslone.
Federico Nicoli Cristiani, nel 1807, scriveva di Frigerio: «Aveva una bella speranza di riuscire nell'arte, ma la morte glie l'ha impedito».

## Opere
- Affreschi della residenza Cigola-Fenaroli, Brescia.